# Francesco Brusco
Francesco Brusco (falecido em 1625) foi um prelado católico romano que serviu como bispo de Lettere-Gragnano (1599–1625).

## Biografia
No dia 27 de setembro de 1599, Francesco Brusco foi nomeado durante o papado de Clemente VIII como Bispo de Lettere-Gragnano, e serviu nesta posição até à sua morte em 1625.